# 埃德·戴维斯
爱德华·亚当·戴维斯（1989年6月5日—）为美国男子篮球运动员。他在2010年NBA选秀第1轮第13顺位被多伦多猛龙选中。
2023年2月4日，戴维斯加盟瓜伊納沃大都會。8月20日，中国男子篮球职业联赛新疆飞虎宣布與戴维斯完成簽約。
2024年1月5日，新疆飞虎取消註冊戴维斯，戴维斯共代表新疆飞虎出賽17場，場均表現為3.8分、4.2籃板。3月21日，戴维斯加盟桑圖爾塞捕蟹人。11月4日，菲律賓籃球協會NLEX公路勇士引進戴维斯作為球隊在PBA委員盃的外籍球員。但戴维斯需要陪伴他的妻子，於是NLEX公路勇士改引進迈克·沃特金斯。

## 外部連結
- 埃德·戴维斯在NBA官網（英语）
- 埃德·戴维斯在NBA G聯盟官網（英语）
- 埃德·戴维斯在Basketball-Reference.com（NBA）（英语）
- 埃德·戴维斯在Basketball-Reference.com（NBA G聯盟）（英语）
- 埃德·戴维斯在Basketball-Reference.com（國際）（英语）
- 埃德·戴维斯在Sports-Reference.com（NCAA）（英语）
- 埃德·戴维斯在ESPN（NBA）（英语）
- 埃德·戴维斯在Eurobasket.com（球員）（英语）
- 埃德·戴维斯在Proballers（英语）
- 埃德·戴维斯在RealGM（英语）
- 埃德·戴维斯在中国篮球数据库
- 埃德·戴维斯在Flashscore（英语）